# Eslöv
Eslöv (pronunciado em sueco: [ˈěːslœv];  ouça a pronúncia) é uma cidade da província histórica da Escânia, no sul da Suécia.
Tem cerca de 19 316 habitantes.
É a sede do município de Eslöv, pertencente ao condado da Escânia.
Está situada a 17 km a nordeste da cidade de Lund.

## Etimologia e uso
O nome geográfico Eslöv deriva possivelmente das palavras nórdicas æsir (nome próprio dos habitantes de uma colina local) e löv (propriedade herdada).
A cidade está mencionada como ”Haeslef" em 1160, e como ”Esløff", em 1424.